# کنیسه یوسف‌آباد
کنیسه یوسف‌آباد (به عبری: בית הכנסת יוסף-עבד) یکی از بزرگترین کنیسه‌های تهران است. نام اصلی عبری آن سوکت شالم (عبری :סוֹכַּת שָׁלוֹם) بوده است که به تدریج به دلیل قرار گرفتن در منطقه یوسف آباد به این نام معروف شده است.

## پیشینه
این کنیسه در سال ۱۳۳۰ خورشیدی با نام سوکت شالم آغاز به کار کرد. به تدریج با افزایش جمعیت یهودی یوسف‌آباد نیاز به فضای بیشتر احساس شد. در این زمان یکی از یهودیان منطقه به نام آبراهام یوسیان پیشنهاد کرد که ساختمان کنیسه بزرگ‌تر شود. او زمینی که همسایهٔ کنیسه بود را خریداری کرد و کار ایجاد ساختمان جدید در سال ۱۳۴۴ خورشیدی آغاز شد. پس از یکسال در روش هشانای سال ۵۷۲۶ عبری کار کنیسهٔ جدید به پایان رسید. پس از انقلاب ایران آبراهام یوسیان از ایران مهاجرت کرد و به آمریکا رفت و در نیویورک کنیسهٔ دیگری برای ایرانیان یهودی ایجاد کرد. در سال ۱۳۷۵ به دلیل آتش‌سوزی در اثر اتصال برق ساختمان کنیسه صدمهٔ زیادی دید که ترمیم شد.
کنیسای یوسف‌آباد با وسعت ۱٬۰۷۶ مترمربع از بزرگ‌ترین کنیساهای یهودیان تهران است. این کنیسه در سال ۲۰۰۳ میلادی مورد بازدید محمد خاتمی رئیس‌جمهور وقت ایران قرار گرفت.

## نگارخانه

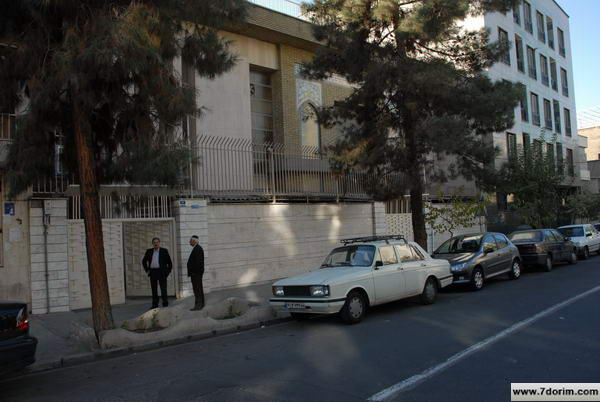
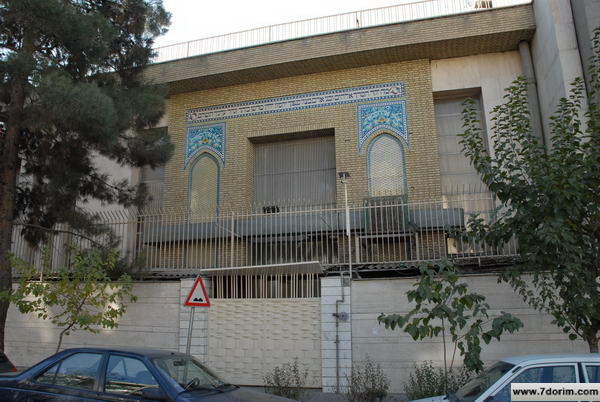
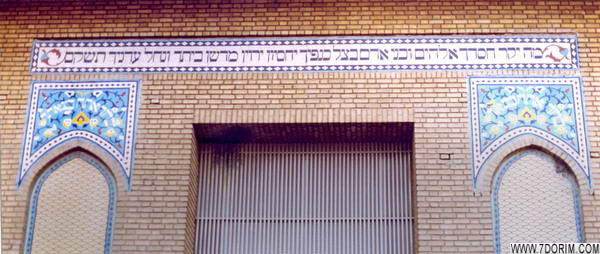
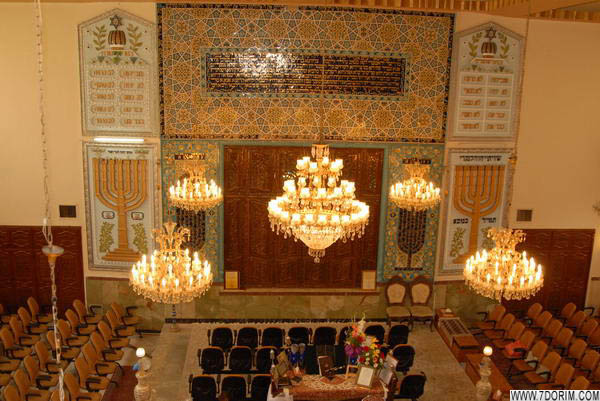
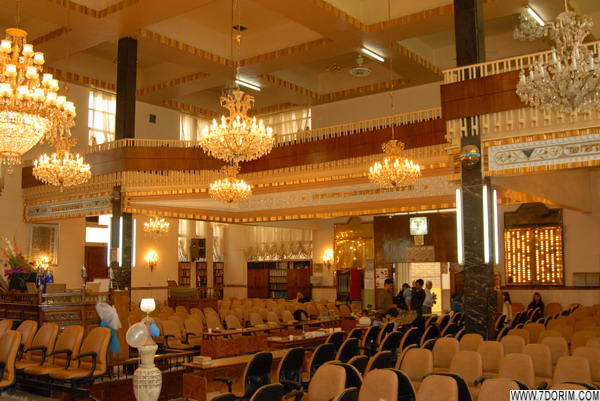
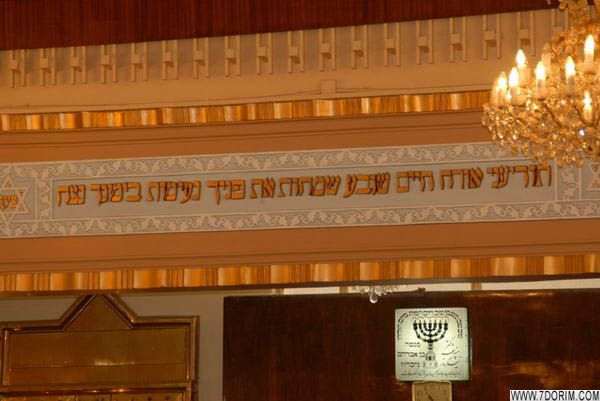
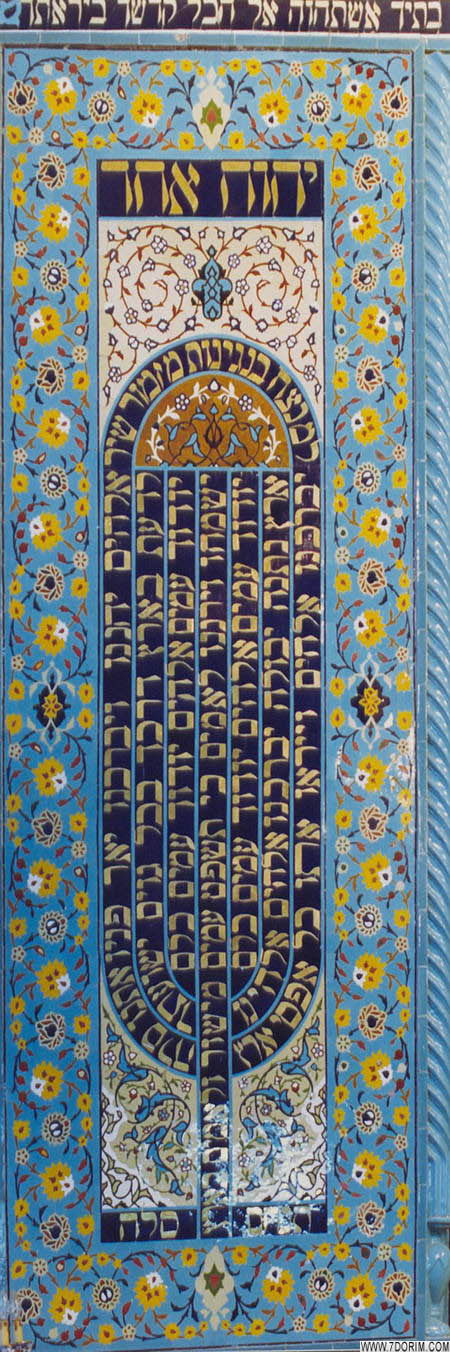
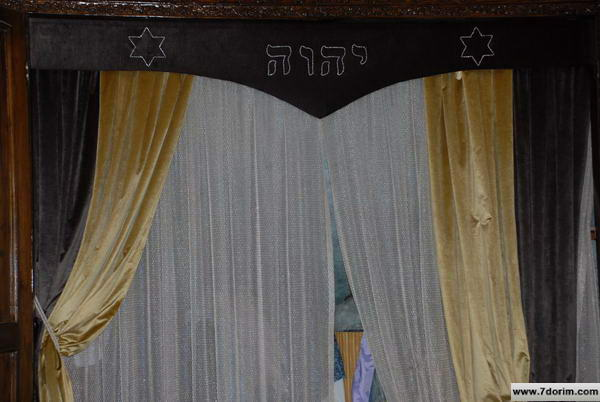
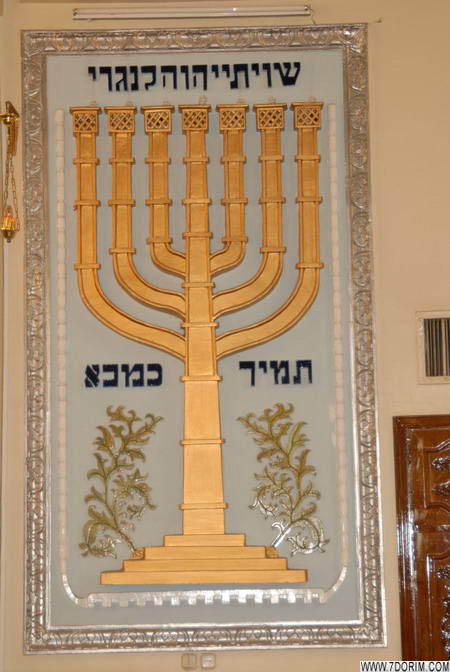